# 青森県道245号稲盛千代町山田線
青森県道245号稲盛千代町山田線（あおもりけんどう245ごう いせちよまちやまだせん）は、青森県つがる市を通る一般県道である。

## 概要
つがる市柏稲盛で国道101号から分岐し、旧木造町中心部を通り、同市森田町山田で再び国道101号に合流する。終点では青森県道267号山田鰺ケ沢線へ連続する。

### 路線データ
- 起点 : つがる市柏稲盛[1]（国道101号交点）
- 終点 : つがる市森田町山田[1]（国道101号交点）

## 歴史
- 1972年（昭和47年）7月15日 - 県道に認定される[1]。

## 路線状況

### 重複区間
- 青森県道241号木造停車場線
- 青森県道186号桑野木田南広森線

## 地理

### 交差する道路
- 国道101号（つがる市柏稲盛、起点）
- 青森県道241号木造停車場線（つがる市柏）
- 青森県道114号菰槌木造線（つがる市木造）
- 青森県道187号越水木造線・青森県道241号木造停車場線（つがる市木造）
- 青森県道186号桑野木田南広森線（つがる市森田町）
- 国道101号・青森県道267号山田鰺ケ沢線（つがる市森田町山田、終点）

### 沿線の施設など
- イオンモールつがる柏
- 津軽モータースクール
- つがる警察署
- つがる市消防本部
- 青森県立木造高等学校
- 中央公民館
- 木造郵便局
- 弘前職業訓練校 木造校
- JR五能線 中田駅